# Qairat (film)
Qairat (in kazako Қайрат?, pron. AFI: [qɑj.ˈɾɑt]), anche noto come Kajrat (in russo Кайрат?), è un film del 1992 diretto da Därejan Ömırbaev, al suo esordio alla regia di un lungometraggio.

## Produzione
Il film è stato interamente finanziato dalla RSS Kazaka tramite la Qazaqfilm, avendo apprezzato il primo cortometraggio del regista, Şılde (1988), garantendo comunque a quest'ultimo totale libertà creativa, per via degli effetti della perestrojka.
Per quanto sul set non pensasse ad altro oltre al "trasmettere le emozioni che volevo condividere", in fase di sceneggiatura Ömırbaev ha preso ispirazione al Woyzeck di Georg Büchner. In una scena, un personaggio ne cita la massima «ogni uomo è un abisso, a uno gira la testa se ci guarda dentro», mentre in un'altra il protagonista va al cinema a vederne l'adattamento del '79 di Werner Herzog. Qairat Mahmetov è stato scelto come protagonista dopo essere stato notato dal regista su un autobus.
Le riprese del film sono cominciate ad Almaty il 19 agosto 1991, lo stesso giorno dell'inizio del putsch di agosto a Mosca. Si sono svolte anche in località del distretto di Balqaş e nella regione di Qyzylorda. Per facilitare gli spostamenti tra location, di attrezzatura e personale, lo Stato ha fornito una locomotiva diesel con quattro carrozze alla produzione per tutta la durata delle riprese. Essendo un esordiente, Ömırbaev era affiancato da professionisti dell'industria cinematografica sovietica come il direttore della fotografia Äubäkır Süleev, la montatrice Rimma Beljakova e lo scenografo Marat Imanbergenov.

## Distribuzione
Per quanto completato nel 1991, il film è brevemente rimasto bloccato a causa della dissoluzione dell'Unione Sovietica avvenuta alla fine di quell'anno, che l'ha trasformato da film sovietico qual'era stato realizzato a kazako. È stato infine presentato in anteprima nell'agosto 1992 al Festival di Locarno.

## Riconoscimenti
- 1992 – Festival di Locarno[8][9]
  - Pardo d'argento
- 1992 – Festival des 3 Continents
  - Mongolfiera d'argento